# Eumenogaster baura
Eumenogaster baura är en fjärilsart som beskrevs av D.Jones 1914. Eumenogaster baura ingår i släktet Eumenogaster och familjen björnspinnare. Inga underarter finns listade i Catalogue of Life.